# Festung Holland

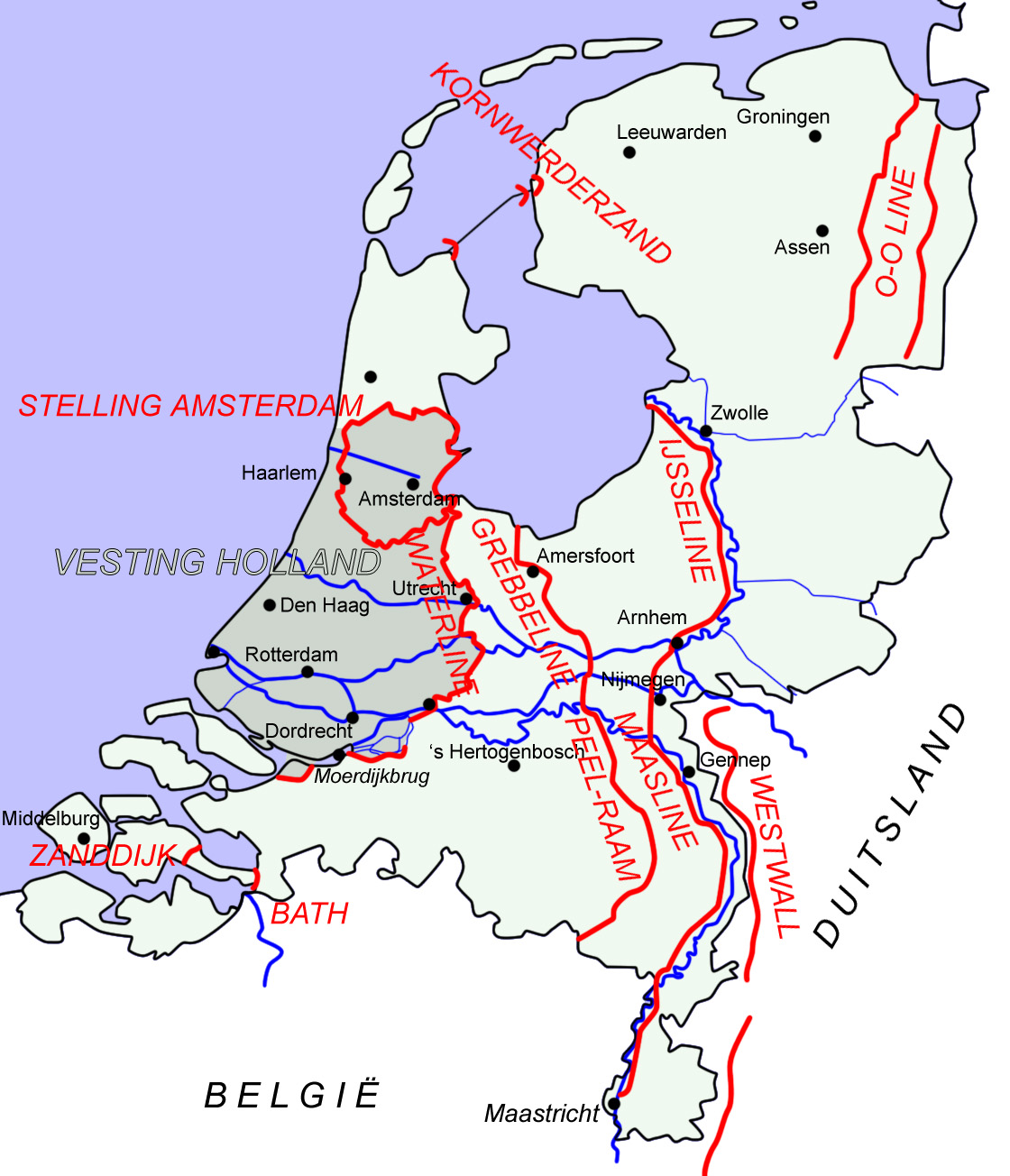
Verteidigungslinien 1940, die Festung Holland in dunkelgrau. Das Gebiet umfasste Teile der Provinzen Noord-Holland, Zuid-Holland und Utrecht.

Festung Holland (niederländisch: Vesting Holland) war ein niederländisches Verteidigungskonzept in den Jahren vor dem Zweiten Weltkrieg.
Im Falle eines Krieges („Fall Blau“ genannt) sollten niederländische Truppen in einem Gebiet in den westlichen Niederlanden Befestigungen besetzen und, bis Hilfe durch befreundete fremde Truppen eintreffen würde, verteidigen. Das Gebiet sollte dann als Brückenkopf für diese Truppen dienen.
Das Gebiet umschloss die Städte Leiden, Den Haag, Rotterdam, Dordrecht und Utrecht. Als natürliche Verteidigungsbarrieren dienten die Flüsse und Kanäle, u. a. Maas und Waal im Süden und die Grebbe-Linie im Osten (Grebbeberg). Über die Festungsanlagen Den Oever und Kornwerderzand versuchte die niederländische Regierung, die Festung Holland im Norden zu sichern.
Während des Westfeldzuges der deutschen Wehrmacht 1940 kam es so vor allem in Rotterdam, in der Umgebung von Den Haag und beim Grebbeberg zu intensiven Gefechten mit deutschen Truppen. Dies konnte jedoch nicht verhindern, dass die niederländischen Streitkräfte am 15. Mai 1940, nach der Bombardierung von Rotterdam, kapitulierten. Die Regierung und das Königshaus flohen nach Großbritannien. Unbesetzt blieben zunächst nur die niederländischen Kolonien in Übersee.

## Festung Holland der Wehrmacht
Am 7. April 1945 wurde die 25. Armee der Wehrmacht, die sich in den westlichen Niederlanden gesammelt hatte, in Festung Holland (auch Oberbefehlshaber Niederlande) umbenannt.
Etwa 150.000 deutsche Soldaten wurden zum Kriegsende durch britische und kanadische Truppen vom Deutschen Reich abgeschnitten. Mit der Kapitulation aller deutschen Truppen in Nordwestdeutschland, den Niederlanden und Dänemark am 4. Mai 1945 und dem Bevrijdingsdag am 5. Mai 1945 fand diese Festung Holland schließlich ihr Ende.
Kommandant der Festung Holland war Generaloberst Johannes Blaskowitz. Stabschef war Generalleutnant Paul Reichelt.